# Elena Ščapova
Elena Ščapova (nata Elena Sergeevna Kozlova; in russo Елена Сергеевна Щапова де Карли, Козлова?; Mosca, 22 giugno 1950) è una modella, scrittrice e poetessa russa naturalizzata italiana, conosciuta anche con il nome italianizzato di Contessa Elena Sciapova de Carli.
Elena Ščapova è uno dei personaggi principali del libro di uno dei suoi mariti, Ėduard Limonov, Ėto ja, Ėdička. Nel 1984 Ščapova ha pubblicato il suo primo libro, Ėto ja, Elena, come risposta a Ėto ja, Ėdička. È anche un personaggio del romanzo Limonov di Emmanuel Carrère.

## Biografia
Nata a Mosca nel 1950 come Elena Kozlova (Елена Козлова), iniziò presto la carriera di modella. A 18 anni si sposò con un artista grafico più anziano di 25 anni, Viktor Ščapov (russo: Виктор Щапов) e partecipò ben presto alla vita sociale del bel mondo di Mosca dei primi anni '70, partecipando a festival di cinema, ricevimenti diplomatici, presentazioni di quadri.
Nel 1974 ha incontrato uno scrittore e poeta dissidente, Ėduard Limonov (Едуард Лимонов). L'amicizia è diventata tale da portarla a divorziare da Ščapov e a sposare Limonov nell'ottobre 1973. In una fotografia scattata a Mosca in quel periodo, si può vedere una Elena nuda seduta a terra con alle spalle Limonov che indossa una giacca fatta con 114 pezzi di tessuti differenti.  Nel 1974, Elena e Ėduard, finiti sotto l'occhio del KGB, per evitare di essere "bollati" come dissidenti decisero, ricorrendo ad un falso invito per Israele, di emigrare negli Stati Uniti passando per Vienna.
A New York Elena e Ėduard frequentarono vari circoli di intellettuali dissidenti. E mentre Ėdička scriveva i suoi romanzi, lavorava per un giornale in lingua russa come correttore di bozze e occasionalmente intervistava i recenti emigrati sovietici, era attratto dalla sottocultura punk e dalla politica radicale (tra i suoi conoscenti newyorkesi c'erano Steve Rubell dello Studio 54 e un gruppo trockista, il partito socialista dei lavoratori), e approfondiva la conoscenza del sogno americano, Elena entrò con successo nel mondo della moda, guadagnandosi la fama di essere la prima modella russa a New York. Presto le loro vite presero direzioni troppo diverse ed Elena ammise anche qualche infedeltà. Finirono per divorziare, si parlò di "rottura molto brutta" nel 1975. Ėto ja, Ėdička, il libro di Limonov, fu terminato nel 1977 ma fu costantemente rifiutato dagli editori negli Stati Uniti; uscì solo pochi anni dopo essere diventato un successo immediato in Francia nel 1980. 
Elena rimase a New York. Ed un giorno, alla presentazione di un film all'ambasciata italiana, incontrò il conte Gianfranco de Carli (1935-2000). I due si sposarono, vissero a Roma e lei divenne cittadina italiana. Da questo matrimonio nacque nel 1977 Anastasia (Nastja) de Carli.
Elena ha recitato in un cameo nel film del 1989, Acque di primavera, diretto da Jerzy Skolimowski, tratto dall'omonimo romanzo di Ivan Turgenev e presentato al Festival di Cannes.
Nel film di Kirill Serebrennikov, "Limonov", la Ščapova è interpretata da Viktorija Mirošničenko. Il primo filmato del film è stato mostrato al Festival di Cannes nel maggio 2022. La prima avrebbe dovuto svolgersi nella primavera del 2023, ma è stata successivamente posticipata a maggio 2024. Limonov è stato proiettato il 19 maggio 2024 nell'ambito del programma principale del 77° Festival di Cannes.

## Opere
- Questa sono io, Elena: (intervista a se stessa) / Contessa Ščapova De Carli; a cura di K. K. Kuzminsky, New York, Seminterrato, 1984 p.128.
- Verso. — New York, 1985.
- Nient'altro che bene,  1995. p.144.
- Sono io – Elena: un'intervista con me stessa / Contessa Elena Ščapova de Carli. Mosca, Glagol Publ., 2008. p.341, l. ill., portr.; 21 cm. — (Verbo"61), ISBN 5-87532-011-7

## Premi e riconoscimenti
- Commendatore dell'Ordine al Merito della Repubblica Italiana (2 giugno 1991)[7]